# 富樫宜資
富樫 宜資（とがし よしもと、1950年6月1日 - ）は、日本の空手家。日本空手道無門会の創設者・代表（宗主会長）で段位は十段。山形県酒田市常禅寺出身。亜細亜大学出身。

## 来歴
高校時代からキックボクシングに興味を抱き、大学入学後、空手を稽古し始める。
1970年には10日間の山篭り修行をおこなう。同年の第2回オープントーナメント全日本空手道選手権大会に白帯でエントリーした。2回戦で西田幸夫と対戦するが判定負け。1971年の第3回全日本選手権では3回戦で佐藤勝昭に敗北。対戦した佐藤勝昭は試合内容を富樫の前額部に跳び膝蹴りをヒットさせ、大差の判定で勝利したと述べている。
1973年の6月から9月中旬まで奥多摩で100日間の山篭りを行い、空手の稽古に励んだ。同年に出場した第5回全日本選手権では岸信行を破り、ベスト4進出をかけて佐藤俊和と対戦し、延長戦で3対1の判定で負け、5位に入賞した。無門会総本部－旧デザインサイトによれば、他流派参加者による上位入賞は大会史上初の快挙であったというが、極真会館の公式記録では、1969年の第1回オープントーナメント全日本空手道選手権大会にて韓武舘の朴邦治が4位で利川重男が6位、ボクサーのポール・ジャクソンが5位と、既に他流派や異種格闘技の選手が上位入賞を果たしている。
この時の富樫を梶原一騎原作の劇画『空手バカ一代』で取り上げ、第5回全日本選手権に出場した様が描かれている。しかし試合結果以外は創作された内容となっている。
同年12月、武道空手道研究会『日本空手道無門会』を発足し代表に就任した。
「受即攻」と呼ばれる、無門会独自の技を開発している。

## 著書
- 『富樫宜資自伝 - 極限の空手道』（福昌堂刊）書籍情報: ISBN 9784892246012